# Gajavidala
 (avril 2025).
Si vous disposez d'ouvrages ou d'articles de référence ou si vous connaissez des sites web de qualité traitant du thème abordé ici, merci de compléter l'article en donnant les références utiles à sa vérifiabilité et en les liant à la section « Notes et références ».

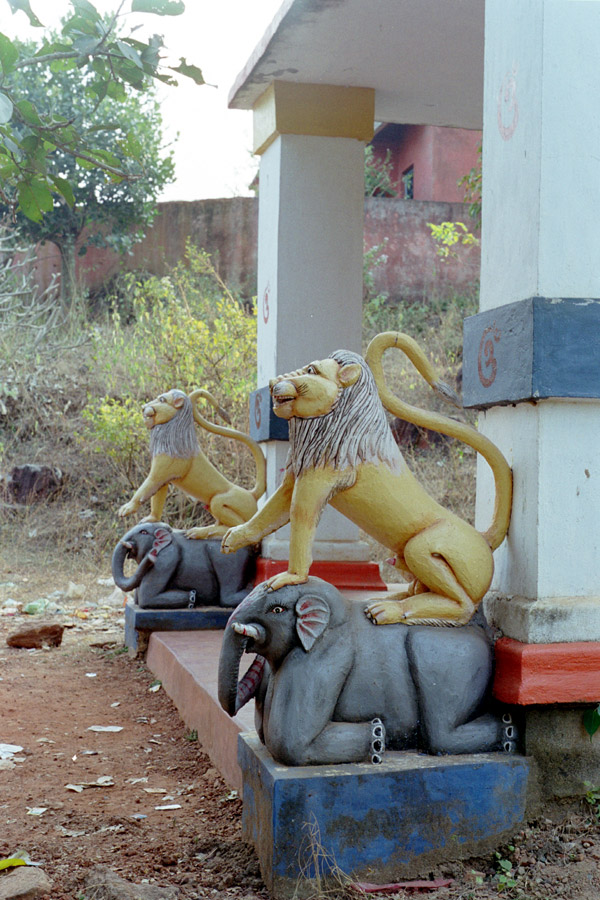
Une représentation populaire du Gajavidala en Orissa

Le Gajavidala est un motif sculptural dans lequel un lion terrasse un éléphant. L'explication commune est qu'il s'agit d'une représentation de l'hindouisme terrassant le bouddhisme, la contre-réforme indienne gravée dans la pierre. Le motif est très populaire dans le Bengale et l'Orissa.